# 镈

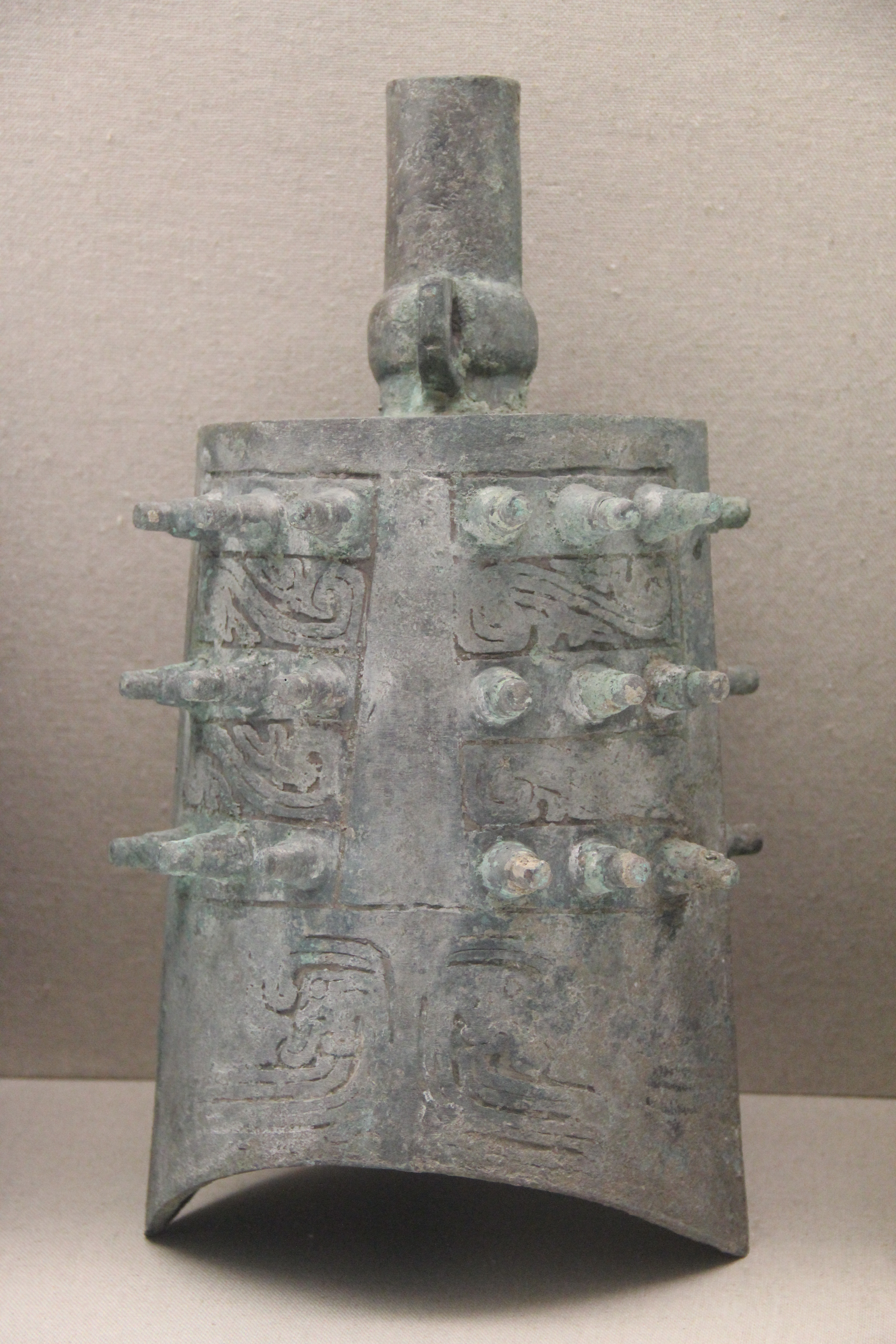
春秋時期晉文侯青銅鎛，山西博物院藏

镈（拼音：bó）是一种形制接近于鐘的乐器，不像鐘口呈弧状，为平口。鎛體型比鐘大，器身横截面为橢圓形（或趨向於橢圓的合瓦形）。早期鎛兩側多有鳥雲形、虎形、或者夔形的“翼”，裝飾華麗繁複。
鎛最早出現在商朝，春秋早期達到巔峰，沒落於春秋中後期，在戰國末期被鈕鐘融合。最早的鎛出現在南方地區，之後流行於大江南北。
现在發現的鎛有三件铭文上自名為镈，即紷鎛（春秋中期，齐国），叔夷鎛（春秋晚期，齐国），邾公孙班镈（春秋晚期）。其他的鎛形製像鎛，而在铭文中称为鐘。

## 早期的鎛
鎛出現於商朝末期。它是青銅樂懸中，出現較早的樂器，形製複雜，裝飾華麗。從形製上看，它與夏代，商代銅鈴有著一脈相承的關係。早期的鎛腔體多成橢圓形，或帶長方的橢圓形。
鎛最早出現於南方古越族的活動區域。此時南方的音樂學水平和冶金工藝並不低於，甚至在某些方面高於北方的中原地區。隨後在北方的中原地區出現。
最早的鎛，是江西新幹縣大洋洲殷代後期大墓出土的渦紋獸面紋鎛（單件），年代大约是殷墟中期后段（约公元前1100年左右）。
最早北方的鎛，有1985年出土於陝西眉縣馬家鎮楊家村窖藏的虎脊鎛（西周中期），1890年出土於陝西岐山法門寺任家村的一處西周窖藏的克鎛（西周晚期）。
早期的鎛造型構思奇特，紋飾設計繁縟華麗，製造上需要極其高超的技術。後世的鎛與之相比，除了形體增大外，裝飾反而出現簡化的趨勢。

## 中晚期的鎛
春秋中期前後前後，鎛在中原地區有了較大的發展。春秋時期，禮崩樂壞，各諸侯藐視周室權威，製造出更大，音樂性能更好的鎛。
體型變大。鎛體型更大，這樣可以體現它的禮儀功能，彰顯擁有者的地位和聲望。
如，1923年秋出土於河南新鄭李家樓一鄭墓的特鎛（4件）。春秋中期器，其中兩件重量105.8千克、139.0千克。
它的音樂性能並不好，也沒有明顯的調音痕跡。不過這樣大的體型，與極其低沉遠傳的聲音，已經可以讓它威風十足了。

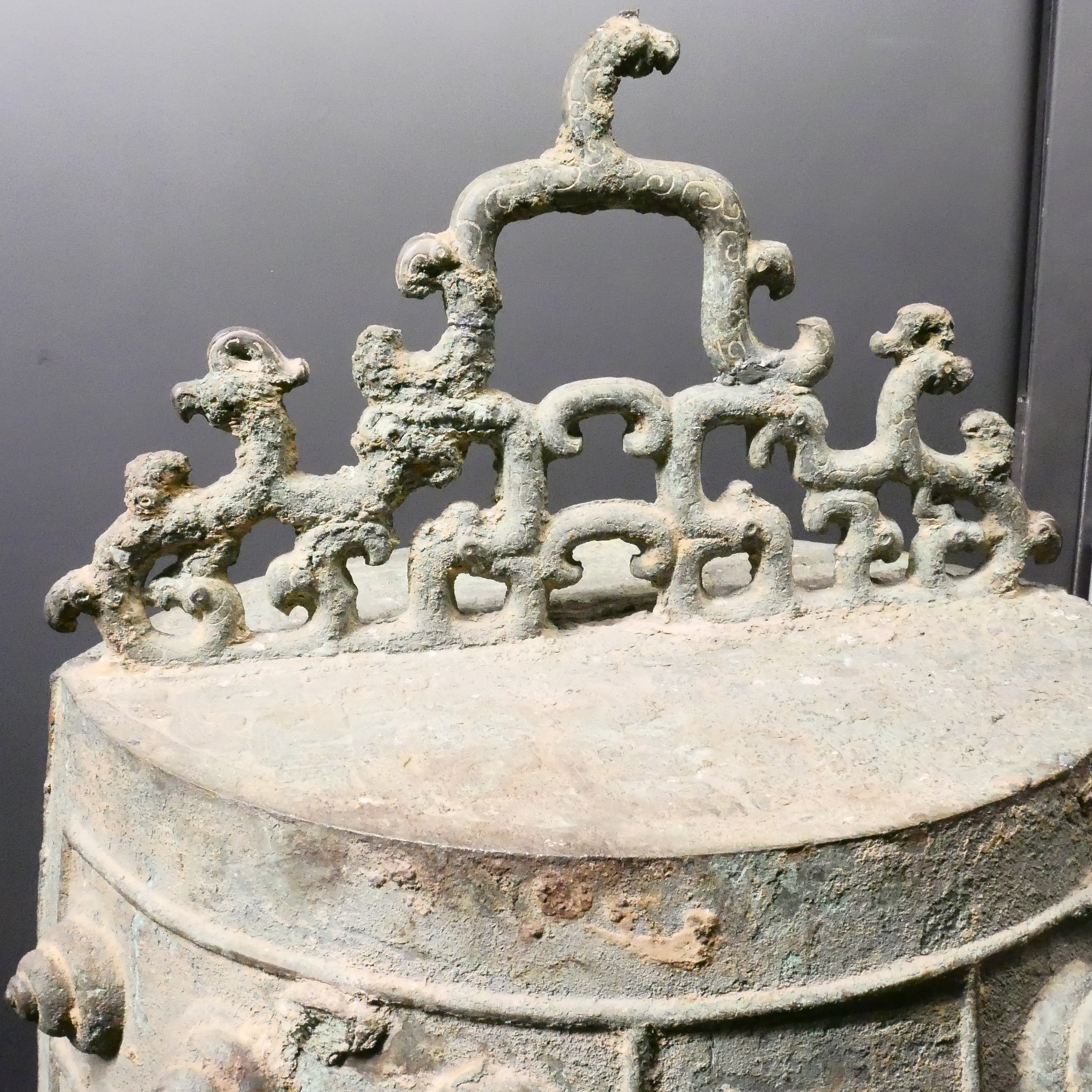
李家樓大墓（河南省鄭州市新鄭市新建路街道南街社區）出土鳳鈕螭紋鎛（局部）。篆部、鼓部皆飾以交纏之雙頭夔龍紋，上端立有鏤空夔鳳型懸鈕，為春秋時期的紋飾特色。

音樂性能完善。更好的音樂性能也可以體現王者的威嚴，並且它是樂器本身固有的發展趨勢。
如，1988年5月出土於山西太原金勝村251號大墓的編鎛（19件）。製作精良，腔體合瓦形，有渾圓的趨勢；平于平舞，兩銑略帶弧曲。
和早期的鎛相比，除了華麗的鎛紐，這19件編鎛沒有了繁複的脊和扉棱。但它的音樂性能很好。這組編鎛由38個高低不同的音，構成四個八度。並在三個八度鐘重複了七聲音階（宮、商、角、徵、羽，加上清角、變宮）。
與甬鐘相比，鎛的腔體有渾圓的趨向，銑棱不突出，枚較短，于口平齊。這些特點，使得數個鎛連續敲擊時，比甬鐘更容易造成“混響”，難以演奏節奏較快的樂曲。
由於這些缺點，編鎛自春秋晚期，逐漸走向衰落。春秋晚期大量編鎛，就形製和音樂性能方面均無新意。在戰國末期，被鈕鐘融合。